# Élections législatives de 1973 dans la Marne
Les élections législatives françaises de 1973 se déroulent les 4 et 11 mars 1973. Dans le département de la Marne, quatre députés sont à élire dans le cadre de quatre circonscriptions.

## Élus
| Circonscription | Député sortant                             | Parti | Parti | Député élu ou réélu | Parti | Parti |
| --------------- | ------------------------------------------ | ----- | ----- | ------------------- | ----- | ----- |
| 1re             | Roger Crespin suppléant de Jean Taittinger |       | UDR   | Jean Taittinger     |       | UDR   |
| 2e              | Jean Falala                                |       | UDR   | Jean Falala         |       | UDR   |
| 3e              | Jean Degraeve                              |       | UDR   | Jean Degraeve       |       | UDR   |
| 4e              | Bernard Stasi                              |       | CDP   | Bernard Stasi       |       | CDP   |

## Résultats

### Résultats à l'échelle du département
| Parti                 | Parti                                   | Premier tour | Premier tour | Second tour | Second tour | Sièges |
| Parti                 | Parti                                   | Voix         | %            | Voix        | %           | Sièges |
| --------------------- | --------------------------------------- | ------------ | ------------ | ----------- | ----------- | ------ |
|                       | Union des démocrates pour la République | 68 304       | 30,76        | 93 894      | 55,83       | 3      |
|                       | Centre démocratie et progrès            | 26 114       | 11,76        |             |             | 1      |
|                       | Divers droite                           | 8 394        | 3,78         | 0           |             |        |
|                       | Union des républicains de progrès       | 102 812      | 46,31        | 93 894      | 55,83       | 4      |
|                       |                                         |              |              |             |             |        |
|                       | Parti communiste français               | 55 022       | 24,78        | 74 280      | 44,17       | 0      |
|                       | Parti socialiste                        | 40 776       | 18,37        | Retrait     | Retrait     | 0      |
|                       | Union de la gauche                      | 95 798       | 43,15        | 74 280      | 44,17       | 0      |
|                       |                                         |              |              |             |             |        |
|                       | Mouvement réformateur                   | 18 902       | 8,51         | Retrait     | Retrait     | 0      |
|                       | Lutte ouvrière                          | 4 516        | 2,03         |             |             | 0      |
|                       |                                         |              |              |             |             |        |
| Inscrits              | Inscrits                                | 282 122      | 100,00       | 216 172     | 100,00      | 4      |
| Abstentions           | Abstentions                             | 54 625       | 19,36        | 40 044      | 18,52       |        |
| Votants               | Votants                                 | 227 497      | 80,64        | 176 128     | 81,48       |        |
| Blancs et nuls        | Blancs et nuls                          | 5 469        | 2,4          | 7 954       | 4,52        |        |
| Exprimés              | Exprimés                                | 222 028      | 97,6         | 168 174     | 95,48       |        |
| Source : Data.gouv.fr |                                         |              |              |             |             |        |

### Résultats par circonscription

#### Première circonscription (Reims-I)
| Candidat       | Candidat                      | Parti          | Premier tour | Premier tour | Second tour | Second tour |  |
| Candidat       | Candidat                      | Parti          | Voix         | %            | Voix        | %           |  |
| -------------- | ----------------------------- | -------------- | ------------ | ------------ | ----------- | ----------- |  |
|                | Jean Taittinger sortant réélu | UDR (URP)      | 25 782       | 44,38        | 32 585      | 57,25       |  |
|                | René Tys                      | PCF            | 13 101       | 22,55        | 24 330      | 42,75       |  |
|                | André Gazeau                  | PS (UGSD)      | 10 949       | 18,85        | Retrait     | Retrait     |  |
|                | Jean Lesellier                | CD (MR)        | 5 904        | 10,16        |             |             |  |
|                | Michel Cuchet                 | LO             | 1 338        | 2,3          |             |             |  |
|                | Danielle Roussez              | Divers droite  | 1 026        | 1,77         |             |             |  |
|                |                               |                |              |              |             |             |  |
| Inscrits       | Inscrits                      | Inscrits       | 72 830       | 100,00       | 72 821      | 100,00      |  |
| Abstentions    | Abstentions                   | Abstentions    | 13 572       | 18,64        | 13 286      | 18,24       |  |
| Votants        | Votants                       | Votants        | 59 258       | 81,36        | 59 535      | 81,76       |  |
| Blancs et nuls | Blancs et nuls                | Blancs et nuls | 1 158        | 1,95         | 2 620       | 4,4         |  |
| Exprimés       | Exprimés                      | Exprimés       | 58 100       | 98,05        | 56 915      | 95,6        |  |

#### Deuxième circonscription (Reims-II)
| Candidat       | Candidat                  | Parti          | Premier tour | Premier tour | Second tour | Second tour |  |
| Candidat       | Candidat                  | Parti          | Voix         | %            | Voix        | %           |  |
| -------------- | ------------------------- | -------------- | ------------ | ------------ | ----------- | ----------- |  |
|                | Jean Falala sortant réélu | UDR (URP)      | 23 376       | 41,66        | 31 540      | 57,11       |  |
|                | Michel Delaitre           | PCF            | 12 675       | 22,59        | 23 682      | 42,89       |  |
|                | Gilles Quénard            | PS (UGSD)      | 10 355       | 18,45        | Retrait     | Retrait     |  |
|                | Robert Roy                | Rad (MR)       | 5 560        | 9,91         |             |             |  |
|                | Noël-Georges Durand       | Divers droite  | 2 278        | 4,06         |             |             |  |
|                | Françoise Miard           | LO             | 1 869        | 3,33         |             |             |  |
|                |                           |                |              |              |             |             |  |
| Inscrits       | Inscrits                  | Inscrits       | 70 863       | 100,00       | 70 864      | 100,00      |  |
| Abstentions    | Abstentions               | Abstentions    | 13 634       | 19,24        | 13 374      | 18,87       |  |
| Votants        | Votants                   | Votants        | 57 229       | 80,76        | 57 490      | 81,13       |  |
| Blancs et nuls | Blancs et nuls            | Blancs et nuls | 1 116        | 1,95         | 2 268       | 3,95        |  |
| Exprimés       | Exprimés                  | Exprimés       | 56 113       | 98,05        | 55 222      | 96,05       |  |

#### Troisième circonscription (Châlons-sur-Marne - Vitry-le-François)
| Candidat       | Candidat                    | Parti          | Premier tour | Premier tour | Second tour | Second tour |  |
| Candidat       | Candidat                    | Parti          | Voix         | %            | Voix        | %           |  |
| -------------- | --------------------------- | -------------- | ------------ | ------------ | ----------- | ----------- |  |
|                | Jean Degraeve sortant réélu | UDR (URP)      | 19 146       | 34,16        | 29 769      | 53,12       |  |
|                | Jean Reyssier               | PCF            | 14 854       | 26,5         | 26 268      | 46,88       |  |
|                | Jean Sammut                 | PS (UGSD)      | 10 132       | 18,08        | Retrait     | Retrait     |  |
|                | Claude Nicolet              | MR             | 7 438        | 13,27        | Retrait     | Retrait     |  |
|                | Richard Quéva               | Divers droite  | 1 704        | 3,04         |             |             |  |
|                | Gaëtan Charlot              | Divers droite  | 1 470        | 2,62         |             |             |  |
|                | Diana Miedzigorski          | LO             | 1 309        | 2,34         |             |             |  |
|                |                             |                |              |              |             |             |  |
| Inscrits       | Inscrits                    | Inscrits       | 72 517       | 100,00       | 72 487      | 100,00      |  |
| Abstentions    | Abstentions                 | Abstentions    | 15 000       | 20,68        | 13 384      | 18,46       |  |
| Votants        | Votants                     | Votants        | 57 517       | 79,32        | 59 103      | 81,54       |  |
| Blancs et nuls | Blancs et nuls              | Blancs et nuls | 1 464        | 2,55         | 3 066       | 5,19        |  |
| Exprimés       | Exprimés                    | Exprimés       | 56 053       | 97,45        | 56 037      | 94,81       |  |

#### Quatrième circonscription (Épernay)
|                | Bernard Stasi sortant réélu | CDP (URP)      | 26 114 | 50,45  |  |  |  |
|                | Robert Morillon             | PCF            | 14 392 | 27,8   |  |  |  |
|                | Daniel Guerlet              | PS (UGSD)      | 9 340  | 18,04  |  |  |  |
|                | Pierre Abilarra             | Divers droite  | 1 916  | 3,7    |  |  |  |
|                |                             |                |        |        |  |  |  |
| Inscrits       | Inscrits                    | Inscrits       | 65 912 | 100,00 |  |  |  |
| Abstentions    | Abstentions                 | Abstentions    | 12 419 | 18,84  |  |  |  |
| Votants        | Votants                     | Votants        | 53 493 | 81,16  |  |  |  |
| Blancs et nuls | Blancs et nuls              | Blancs et nuls | 1 731  | 3,24   |  |  |  |
| Exprimés       | Exprimés                    | Exprimés       | 51 762 | 96,76  |  |  |  |